# Hanter-dro

L'hanter-dro est une danse bretonne originaire du pays vannetais. Comme la gavotte, c'est une danse où les danseurs se tiennent fermement et effectuent une danse de pieds (contrairement à beaucoup de danses vannetaises comme les ridées ou l'an-dro qui peuvent être considérées comme des danses de bras). Mot à mot, le mot breton hanter-dro signifie demi-tour en français. Qualifié parfois par hanterdañs, il signifie alors demi-danse.

## Évolution
L'hanter-dro dérive des branles de la Renaissance. La mode changeant, au milieu du XIXe siècle, cette danse était moribonde et fut progressivement supplantée par les laridés qui en dérivaient au cours de la seconde moitié du XIXe. Les jeunes lui préféraient les ridées car ces danses étaient plus enlevées.
Plusieurs tenues de mains se rencontraient notamment :
- celle de la gavotte,
- celle du pilé-menu (les hommes joignent leurs mains en formant des anses dans lesquelles les cavalières passent leurs mains).

La tenue de la gavotte s'est imposée dans les festoù-noz.
Combiné à l'an-dro, il a donné naissance à la Dañs Trikot.

### Danses dérivées
La dañs kejaj est une danse « à bras » du Pays vannetais, variante de l’hanter dro.
Le laridé de Kervignac est une forme particulière d'Hanter-dro qui se danse dans la région morbihannaise (Lorient, Hennebont,Kervignac).